# Presidente del Suriname
Il Presidente della Repubblica del Suriname (in olandese: President van de Republiek Suriname) è, in conformità alla costituzione del Suriname del 1987, il capo di Stato e di governo del Suriname e il comandante in capo delle forze armate del Paese.

## Storia
La carica di presidente della Repubblica venne creata a seguito dell'indipendenza del Suriname dal Regno dei Paesi Bassi nel 1975 e, fino al 1987, il ruolo fu largamente cerimoniale.
Il primo detentore della carica fu Johan Ferrier, insegnante e politico che ricopriva la carica di Governatore del Suriname dal 1968. Egli si dimise dalla carica nell'agosto 1980, qualche mese dopo un colpo di Stato militare. Da quel momento fino al 1988, infatti, i presidenti furono essenzialmente dei fantocci installati dalle forze armate e il vero capo dello Stato fu de facto il tenente colonnello Dési Bouterse, che governò il Paese come dittatore a capo del Consiglio Militare Nazionale, con pochissime limitazioni nei suoi poteri personali.
La democrazia venne restaurata nel 1988, un anno dopo l'adozione della nuova costituzione avvenuta attraverso un referendum.
Il 24 dicembre 1990, due giorni dopo le dimissioni di Dési Bouterse da comandante delle forze armate, l'esercito contattò il presidente Ramsewak Shankar per informarlo che lui e il suo gabinetto di governo erano stati destituiti dall'esercito stesso con un colpo di Stato. Il capo della Polizia e comandante ad interim dell'esercito Ivan Graanoogst venne nominato presidente della Repubblica ad interim. Il 27 dicembre 1990 Johan Kraag divenne presidente. Dalle elezioni generali del 1991, i presidenti sono stati eletti democraticamente.